# Tensor de densidad de flujo de impulsión

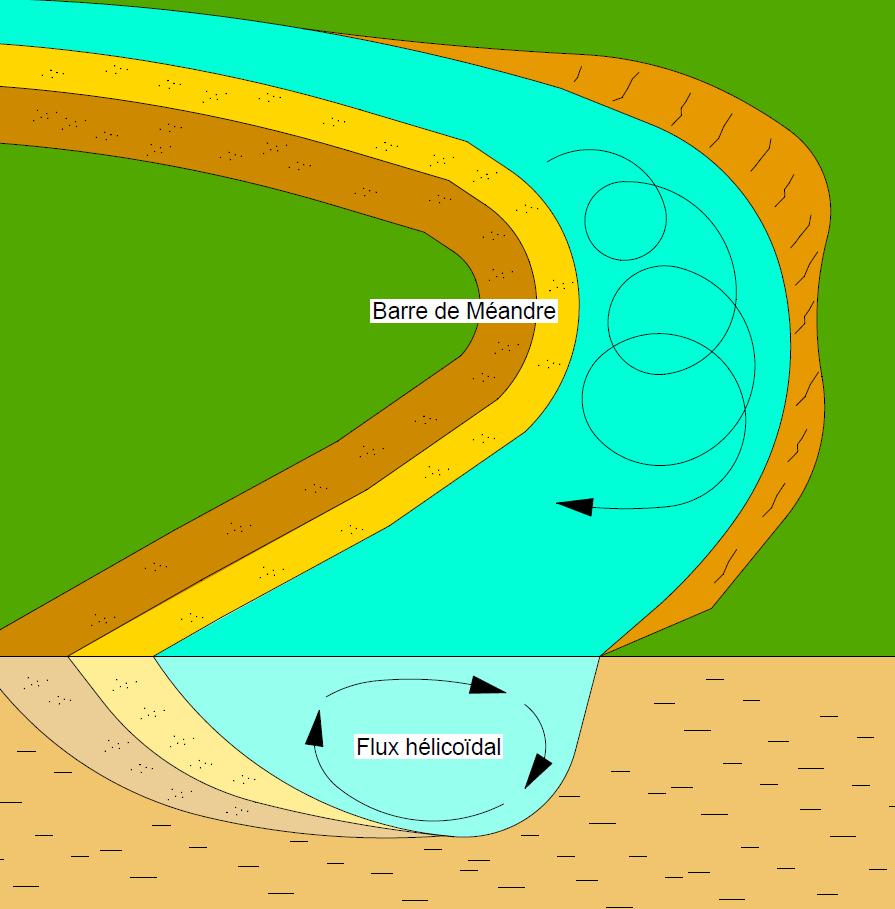
Densidad de flujo hidráulico a través de una sección de un cauce

El tensor de densidad de flujo de impulsión viene dado por:
Considérese un fluido con velocidad {\displaystyle {\vec {v}}}: la impulsión de la unidad de volumen del fluido es igual a {\displaystyle \rho {\vec {v}}}, siendo {\displaystyle \rho } la densidad del fluido. La tasa de variación es por tanto:

En notación tensorial se tiene que:
{\displaystyle {\frac {\partial \rho v_{i}}{\partial t}}=\rho {\frac {\partial v_{i}}{\partial t}}+v_{i}{\frac {\partial \rho }{\partial t}}}

Empleando la ecuación de continuidad: {\displaystyle {\frac {\partial \rho }{\partial t}}=-{\frac {\partial \rho v_{k}}{\partial x_{k}}}}; y la ecuación de Euler: {\displaystyle {\frac {\partial v_{i}}{\partial t}}=-v_{k}{\frac {\partial v_{i}}{\partial x_{k}}}-{\frac {1}{\rho }}{\frac {\partial p}{\partial x_{i}}}}

Gracias a estas dos ecuaciones, se deduce que:

que a su vez puede escribirse como {\displaystyle {\frac {\partial p}{\partial x_{i}}}=\delta _{ik}{\frac {\partial p}{\partial x_{k}}}}.
Por lo tanto, {\displaystyle {\frac {\partial \rho v_{i}}{\partial t}}=-{\frac {\partial (\delta _{ik}p+\rho v_{i}v_{k})}{\partial x_{k}}}=-{\frac {\partial \Pi _{ik}}{\partial x_{k}}}}

Para resaltar el significado del tensor {\displaystyle \Pi _{ik}}, se debe integrar la ecuación anterior en un volumen determinado:
Según el teorema de Ostrogradsky-Gauss, se puede escribir:

En el primer miembro aparece la variación por unidad de tiempo de la i-ésima componente del impulso en el volumen considerado. Lo que significa que el segundo miembro representa la cantidad de este impulso que fluye por unidad de tiempo a través de la superficie que delimita el volumen considerado.
Al escribir {\displaystyle dS_{k}=n_{k}dS}, se puede decir que: {\displaystyle \Pi _{ik}n_{k}=pn_{i}+\rho v_{i}v_{k}}, que corresponde a la expresión vectorial {\displaystyle p{\vec {n}}+\rho {\vec {v}}({\vec {v}}\cdot {\vec {n}})}. Esto permite concluir que {\displaystyle \Pi _{ik}} es la i-ésima componente de la cantidad de impulso que cruza por unidad de tiempo la unidad de área normal al eje {\displaystyle x_{k}}.